# Benthana dimorpha
Benthana dimorpha är en kräftdjursart som beskrevs av Lemos de Castro 1985. Benthana dimorpha ingår i släktet Benthana och familjen Philosciidae. Inga underarter finns listade i Catalogue of Life.